# Ourde
Ourde (gaskognisch Orda) ist eine französische Gemeinde mit 48 Einwohnern (Stand 1. Januar 2022) im Département Hautes-Pyrénées in der Region Okzitanien; sie gehört zum Arrondissement Bagnères-de-Bigorre und zum Gemeindeverband Neste Barousse. Seine Bewohner nennen sich Ourdais/Ourdaises.

## Geografie
Ourde liegt rund 49 Kilometer südöstlich der Stadt Tarbes im Osten des Départements Hautes-Pyrénées. Die Gemeinde besteht aus dem Dorf Ourde sowie wenigen Einzelgehöften. Weite Teile der Gemeinde sind Bergland und bewaldet. Die L’Ourse de Ferrère durchzieht die Gemeinde nordwärts und bildet teilweise die Gemeindegrenze. Der höchste Punkt der Gemeinde ist der Tourroc ganz im Norden der Gemeinde. Die Gemeinde liegt an der Straé D 925, wenige Kilometer westlich der Route nationale 125.

## Geschichte
Die Gegend ist bereits früh besiedelt worden. Auf dem Tourroc wurden Überreste eines dem Gott Jupiter geweihten Heiligtums gefunden. Der Ort wurde indirekt (de Orda) namentlich erstmals ums Jahr 980 im Kopialbuch von Lézat erwähnt. Im Mittelalter lag der Ort innerhalb der Grafschaft Barousse in der Region Armagnac, die wiederum ein Teil der Provinz Gascogne war. Die Gemeinde gehörte von 1793 bis 1801 zum District La Barthe. Zudem lag Ourde von 1793 bis 2015 im Kanton Mauléon-Barousse. Die Gemeinde ist seit 1801 dem Arrondissement Bagnères-de-Bigorre zugeteilt.

## Bevölkerungsentwicklung
| Jahr                       | 1962 | 1968 | 1975 | 1982 | 1990 | 1999 | 2006 | 2014 | 2020 |
| Einwohner                  | 45   | 41   | 38   | 31   | 31   | 25   | 31   | 34   | 45   |
| Quellen: Cassini und INSEE |      |      |      |      |      |      |      |      |      |

## Sehenswürdigkeiten
- Kirche Saint-Martin aus dem 13.–15. Jahrhundert, seit 1972 Monument historique[1]
- Kapelle Sainte-Catherine
- Grotte Gouffre de la Saoule und Wasserfall Cascade de la Saoule[2]
- Gedenkplatte für die Gefallenen[3]
- Lavoir (Waschhaus)

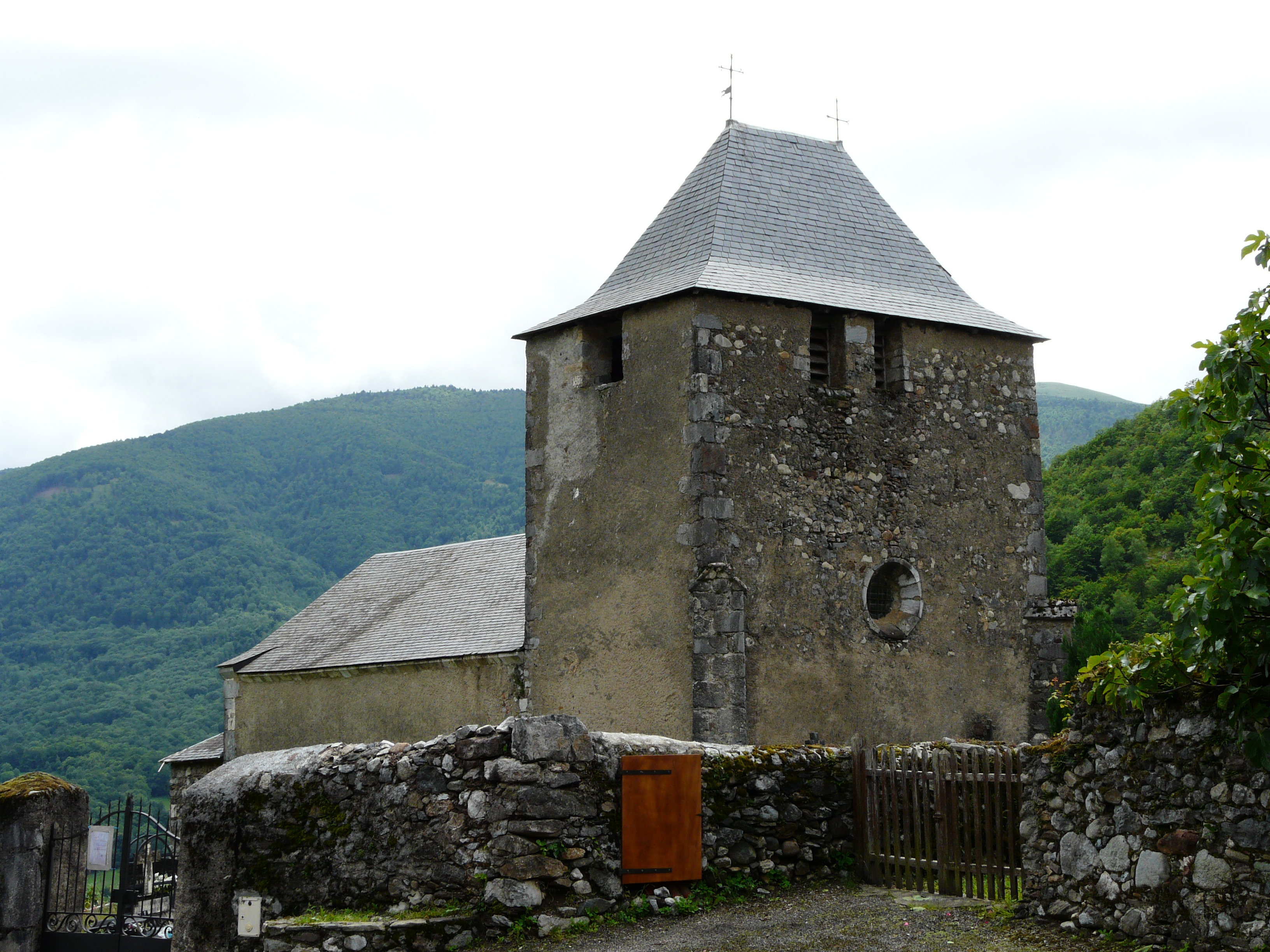
Dorfkirche Saint-Martin
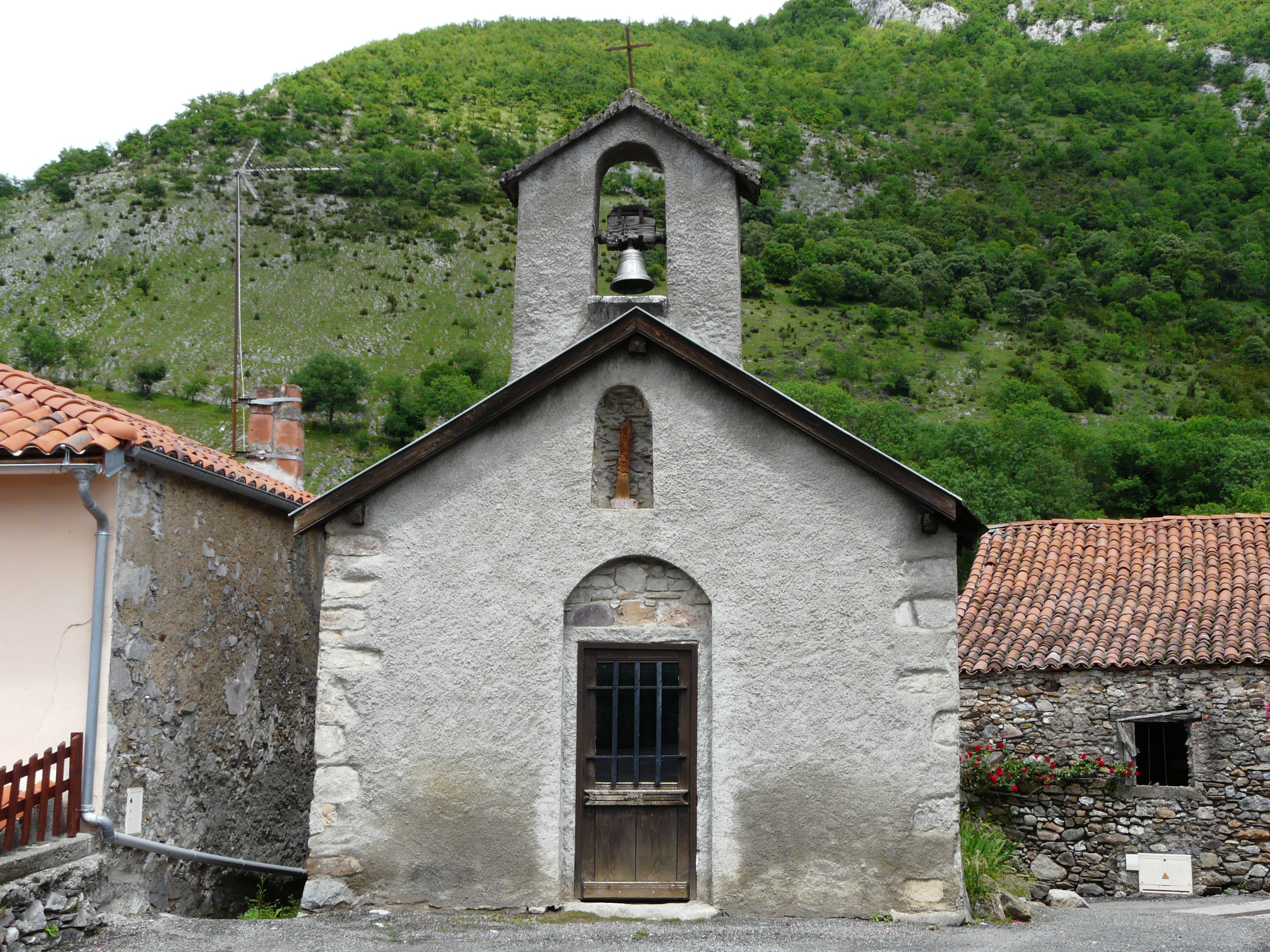
Kapelle Sainte-Catherine
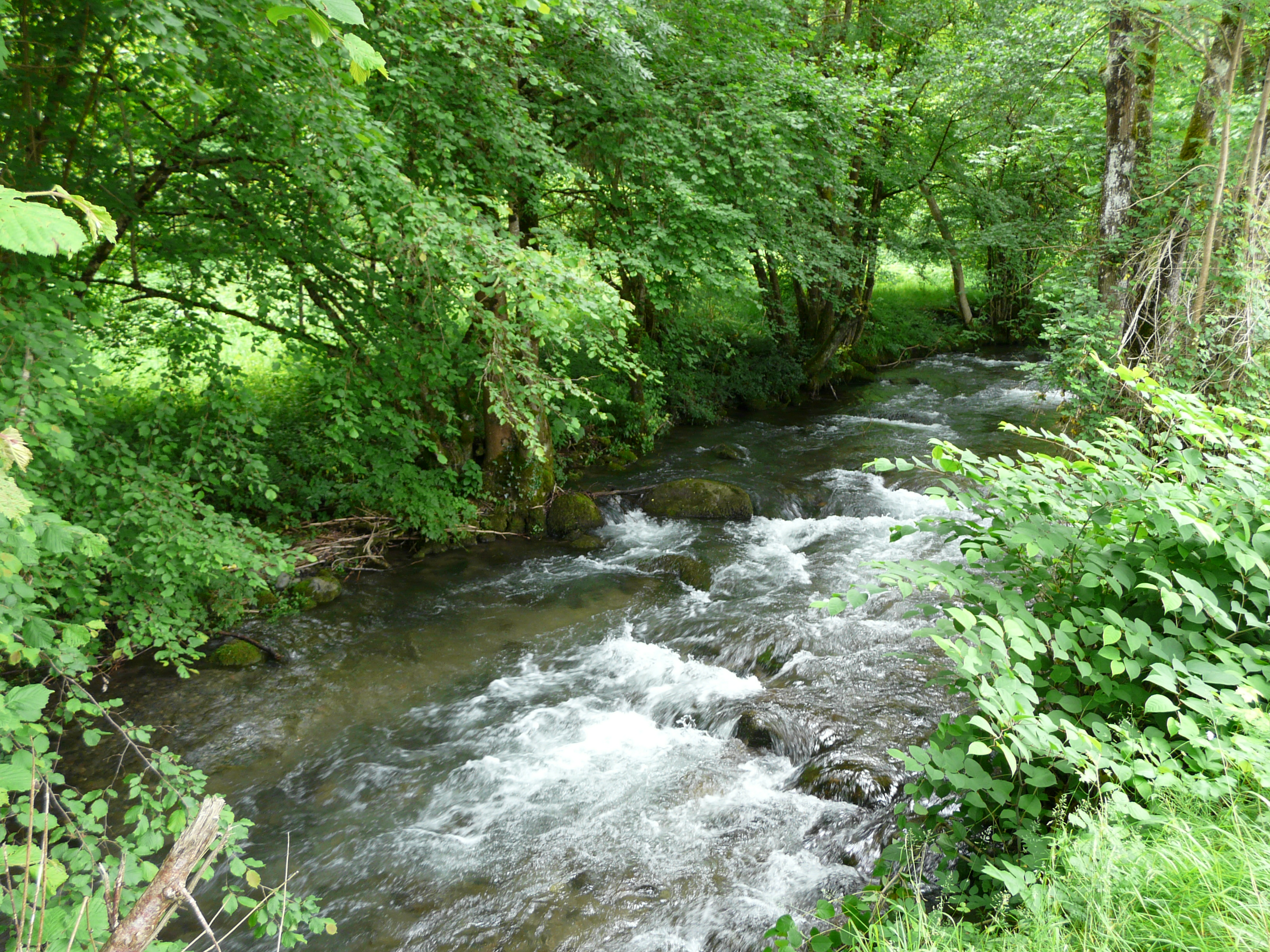
Die Ourse de Ferrère